# Edson Celulari
Edson Francisco Celulari (Bauru, 20 de março de 1958) é um ator brasileiro. Iniciou sua carreira artística em 1978 na telenovela Salário Mínimo, da extinta TV Tupi. Sua estreia no cinema, por outro lado, teve maior destaque em sua carreira, uma vez que seu personagem em Asa Branca: Um Sonho Brasileiro lhe garantiu o prêmio de Melhor Ator pelo Festival de Brasília. Posteriormente, Celulari fez diversos trabalhos na televisão como Ciranda de Pedra, Guerra dos Sexos, Amor com Amor Se Paga, Sassaricando, Que Rei Sou Eu?, entre outros.
Em 1995, seu papel na minissérie Decadência o consagrou com duas premiações: Melhor Ator pela Revista da TV e pelo Troféu APCA. Três anos depois, Celulari teve um de seus trabalhos notáveis em Dona Flor e Seus Dois Maridos, quando interpretou Vadinho. Durante a década de 2000, o ator recebeu indicação ao Prêmio Contigo! de TV e Prêmio Extra de Televisão pelo seu trabalho em Sabor da Paixão e Beleza Pura, respectivamente.

## Biografia
Descendente da família Celurali, oriunda da comuna italiana de Sant'Elena Sannita, estudou no CTI - Colégio Técnico Industrial Profº Isaac Portal Roldan de Bauru/SP no curso de Eletrônica. Oriundo do Grupo Preve de teatro amador da cidade de Bauru, aos dezesseis anos, mudou-se para São Paulo, para estudar na EAD (Escola de Arte Dramática da USP).

### Carreira na televisão
Iniciou sua trajetória em 1978 na telenovela Salário Mínimo, da TV Tupi, interpretando Ivan. No ano seguinte, foi Mário em Gaivotas e esteve no elenco de Casa Fantástica. No início da década de 1980, foi para a Rede Globo viver os personagens Ivan e Conrad em Marina e Plumas e Paetês, respectivamente. Entre 1981 a 1983, deu vida a Sérgio em Ciranda de Pedra e Carlos em O Homem Proibido; além de atuar como Marcelo em Louco Amor e Zenon da Silva em Guerra dos Sexos. Em 1984, deu vida a Tomaz na telenovela Amor com Amor Se Paga. Nos três anos posteriores, interpretou os personagens Joaquim em Um Sonho a Mais; Thiago Souza em Cambalacho e Guel em Sassaricando. Finalizou o decênio participando da minissérie Chapadão do Bugre como José de Arimateia, além de viver Jean Pierre em Que Rei Sou Eu?.
No início da década de 1990, foi para o SBT viver o personagem Totó na telenovela Brasileiras e Brasileiros. Em 1991, esteve no papel de São Jorge no seriado Mundo da Lua, da TV Cultura. Em 1992, voltou para a Rede Globo vivendo Ricardo em Deus nos Acuda e, no ano seguinte, foi Raimundo Flamel em Fera Ferida. Em 1995, interpretou Júlio Falcão em Explode Coração e foi Mariel na minissérie Decadência, este último, teve seu papel consagrado duas vezes como Melhor Ator pela Revista da TV e Troféu APCA. Além disso, também fez uma participação especial no programa Você Decide, no episódio "Não Se Pode Ter Tudo".
Em 1996, deu vida a Marcão Araújo no humorístico Sai de Baixo, no episódio "Fora Daqui"; além de participar da comédia A Comédia da Vida Privada como César no episódio "Drama". No ano seguinte, interpretou o criminoso Jamil em A Justiceira, no episódio de estreia "Preço da Vida". Em 1998, esteve na pele de Henrique na telenovela Torre de Babel, assim como, foi Vadinho na minissérie Dona Flor e Seus Dois Maridos. Posteriormente, concluiu a década como Solano em Vila Madalena; foi Alex Antibes em Sai de Baixo, no episódio "Dona Magda e Seus Dois Maridos" e, outra vez, esteve presente em Você Decide no episódio "Juízo Final".

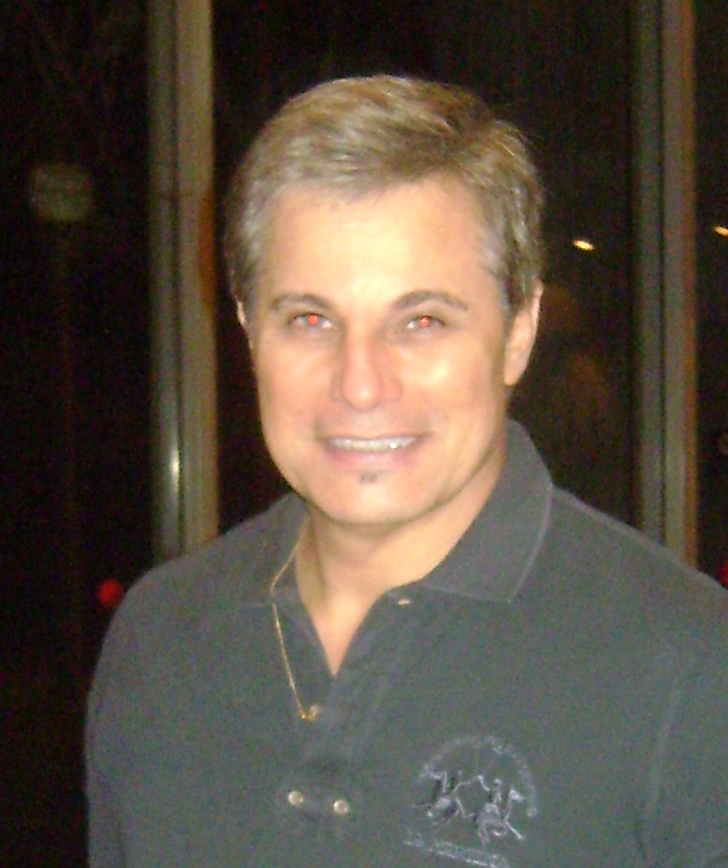
Celulari em maio de 2012

No início da década de 2000, deu vida ao capitão Hélio Aguiar na minissérie Aquarela do Brasil. No ano seguinte, fez uma participação na telenovela As Filhas da Mãe como Edimilson Rocha; esteve na série A Grande Família como Amadeu no episódio "Papai Está Com a Cachorra"; além de viver Edu em Os Normais, no episódio "Implicância é Normal". Em 2002, interpretou Jean Valjean na telenovela Sabor da Paixão (indicado como Melhor Ator pelo Prêmio Contigo! de TV de 2003) e fez participação em Sai de Baixo com Léo no episódio "My Fair Mula". Além disso, também integrou o elenco de Os Normais como Paulo Arthur no episódio "Desconfianças Normais", além de viver César em Brava Gente e encarnou na pele de Dom Quixote no infantil Sítio do Picapau Amarelo.
Em 2003, fez uma nova aparição em Os Normais como Claudião, no episódio "O Grande Segredo de Rui e Vani"; além de fazer uma participação especial na telenovela Celebridade como ele mesmo. Nos dois anos seguintes, interpretou Cicillo Matarazzo e Glauco nas obras Um Só Coração e América, respectivamente. Em 2006, viveu Silvio em Páginas da Vida e, dois anos mais tarde, deu vida a Guilherme em Beleza Pura (indicado como Melhor Ator pelo Prêmio Extra de Televisão). Encerrou-se o decênio participando dos humorísticos Zorra Total e Chico e Amigos.
Na década de 2010, interpretou Fernando na telenovela Araguaia e viveu Gustavo na série S.O.S. Emergência. Dois anos depois, deu vida aos personagens Dantas e Felipe em As Brasileiras (episódio "A Inocente de Brasília) e no remake de Guerra dos Sexos, respectivamente. Em 2014, foi o doutor João Paulo Gil em Animal, obra do canal por assinatura GNT e esteve no elenco de Alto Astral como Marcelo. Três anos mais tarde, deu vida a Dantas em A Força do Querer. No ano seguinte, foi Eduardo Mantovani em Malhação: Vidas Brasileiras e Dom Sabino em O Tempo Não Para.

### Carreira no cinema
Estreou nas telonas em 1981 como protagonista de Asa Branca: Um Sonho Brasileiro, papel que lhe garantiu o prêmio de Melhor Ator pelo Festival de Brasília, Festival de Gramado e Prêmio Air France. Logo em seguida, viveu Ricardo em Os Vagabundos Trapalhões. Em 1983, interpretou Cirino em Inocência e, dois mais tarde, foi Max em Ópera do Malandro, e foi intérprete das canções "Aquela Mulher", "Desafio dos Malandros" e "Pedaço de Mim". Em 1986, esteve duas vezes nas telonas como Ticão em Brasa Adormecida e Luiz em Sexo Frágil.
Em 1991, deu vida a um doutor no curta-metragem A Revolta dos Carnudos. Seis anos depois, foi a vez de participar da obra For All - O Trampolim da Vitória interpretando Wolfgang Stössel. Em 2006, foi Gaspar de Fróes no filme Diário de um Novo Mundo; retornando ao cinema após doze anos como Vitório em Teu Mundo Não Cabe nos Meus Olhos e esteve no elenco de Contra a Parede. Em agosto de 2018, Edson Celulari foi homenageado pelo Festival de Gramado com o Troféu Oscarito.

## Vida pessoal
Em junho de 2016, o ator descobriu que estava com linfoma não-Hodgkin, um tipo de câncer que afeta o sistema linfático. Após cinco meses de tratamento, e inúmeras sessões de quimioterapia e radioterapia, anunciou que estava completamente livre da doença.

## Filmografia

### Televisão
| Ano  | Título                        | Personagem                                       | Notas                                         |
| ---- | ----------------------------- | ------------------------------------------------ | --------------------------------------------- |
| 1978 | Salário Minimo                | Ivan                                             |                                               |
| 1979 | Gaivotas                      | Mário                                            |                                               |
| 1979 | Casa Fantástica               |                                                  |                                               |
| 1980 | Marina                        | Ivan                                             |                                               |
| 1980 | Plumas & Paetês               | Kurlan Salgado                                   |                                               |
| 1981 | Ciranda de Pedra              | Sérgio                                           |                                               |
| 1982 | O Homem Proibido              | Carlos                                           |                                               |
| 1983 | Louco Amor                    | Marcelo Paiva                                    | Episódio: "11 de abril"                       |
| 1983 | Guerra dos Sexos              | Zenon da Silva                                   |                                               |
| 1984 | Amor com Amor Se Paga         | Tomaz Correia                                    |                                               |
| 1985 | Um Sonho a Mais               | Joaquim Bueno de Andrade                         |                                               |
| 1986 | Cambalacho                    | Thiago Souza e Silva                             |                                               |
| 1987 | Sassaricando                  | Jorge Miguel Gutierrez de Pádua (Guel)           |                                               |
| 1988 | Chapadão do Bugre             | José de Arimatéia                                |                                               |
| 1989 | Que Rei Sou Eu?               | Jean Pierre                                      |                                               |
| 1990 | Brasileiras e Brasileiros     | Totó                                             |                                               |
| 1990 | Fronteiras do Desconhecido    | Warden Baker                                     | Episódio: "Inimigos Públicos"                 |
| 1991 | Mundo da Lua                  | São Jorge                                        | Episódios: "Viagem à Lua" / "Hello, Monalisa" |
| 1992 | Deus Nos Acuda                | Ricardo Goulart Bismark                          |                                               |
| 1993 | Fera Ferida                   | Raimundo Flamel / Feliciano Mota da Costa Júnior |                                               |
| 1994 | Caso Especial                 | Douglas                                          | Episódio: "Lisbela e o Prisioneiro"           |
| 1995 | Decadência                    | Mariel Batista                                   |                                               |
| 1995 | Explode Coração               | Júlio Cezar Falcão                               |                                               |
| 1995 | Você Decide                   |                                                  | Episódio: "Não Se Pode Ter Tudo"              |
| 1996 | Sai de Baixo                  | Marcão                                           | Episódio: "Fora Daqui"                        |
| 1996 | A Comédia da Vida Privada     | César                                            | Episódio: "Drama"                             |
| 1997 | A Justiceira                  | Jamil                                            | Episódio: "O Preço de Uma Vida"               |
| 1998 | Torre de Babel                | Henrique Leme Toledo                             |                                               |
| 1998 | Dona Flor e Seus Dois Maridos | Valdomiro Santos Guimarães (Vadinho)             |                                               |
| 1999 | Vila Madalena                 | Solano Xavier                                    |                                               |
| 1999 | Sai de Baixo                  | Alex Antibes                                     | Episódio: "Dona Magda e Seus Dois Maridos"    |
| 1999 | Você Decide                   |                                                  | Episódio: "Juízo Final"                       |
| 2000 | Aquarela do Brasil            | Capitão Hélio Aguiar                             |                                               |
| 2001 | As Filhas da Mãe              | Edmilson Rocha                                   | Episódio: "27 de agosto"                      |
| 2001 | A Grande Família              | Carlos                                           | Episódio: "Papai Está Com a Cachorra"         |
| 2001 | Os Normais                    | Eduardo (Edu)                                    | Episódio: "Implicância é Normal"              |
| 2002 | Sabor da Paixão               | Jean Valjean                                     |                                               |
| 2002 | Sai de Baixo                  | Leonardo (Léo)                                   | Episódio: "My Fair Mula"                      |
| 2002 | Os Normais                    | Paulo Arthur                                     | Episódio: "Desconfianças Normais"             |
| 2002 | Brava Gente                   | César                                            | Episódio: "O Enterro da Cafetina"             |
| 2002 | Sítio do Picapau Amarelo      | Dom Quixote                                      | Episódio: "Dom Quixote das Crianças"          |
| 2003 | Os Normais                    | Cláudio (Claudião)                               | Episódio: "O Grande Segredo de Rui"           |
| 2003 | Celebridade                   | Ele mesmo                                        | Episódio: "13 de outubro de 2003"             |
| 2004 | Um Só Coração                 | Ciccilio Matarazzo                               |                                               |
| 2005 | América                       | Glauco Lopes Prado                               |                                               |
| 2006 | Páginas da Vida               | Sílvio Duarte                                    |                                               |
| 2008 | Beleza Pura                   | Guilherme Medeiros                               |                                               |
| 2009 | Zorra Total                   | Ele mesmo                                        | Episódio: "29 de agosto de 2009"              |
| 2009 | Chico e Amigos                | Lourival                                         | Especial de fim de Ano                        |
| 2010 | Araguaia                      | Fernando Rangel                                  | Episódios: "27 de setembro–4 de outubro"      |
| 2010 | S.O.S. Emergência             | Gustavo                                          | Episódio: "Cuidado, Sexo frágil"              |
| 2012 | As Brasileiras                | Jair Dantas                                      | Episódio: "A Inocente de Brasília"            |
| 2012 | Guerra dos Sexos              | Felipe de Alcântara Pereira Barreto              |                                               |
| 2014 | Animal                        | Dr. João Paulo Gil                               |                                               |
| 2014 | Alto Astral                   | Marcelo Barbosa                                  |                                               |
| 2017 | A Força do Querer             | Raul Sabóia Dantas (Dantas)                      |                                               |
| 2018 | Malhação: Vidas Brasileiras   | Eduardo Mantovani                                | Episódios: "7–29 de março"                    |
| 2018 | O Tempo Não Para              | Teotônio Augusto Sabino Machado (Dom Sabino)     |                                               |
| 2023 | Fuzuê                         | Nero de Braga e Silva                            |                                               |

### Cinema
| Ano  | Título                            | Papel                         | Notas              |
| ---- | --------------------------------- | ----------------------------- | ------------------ |
| 1980 | Asa Branca - Um Sonho Brasileiro  | Antônio dos Reis (Asa Branca) |                    |
| 1982 | Os Vagabundos Trapalhões          | Carlos                        |                    |
| 1983 | Inocência                         | Cirino                        |                    |
| 1986 | Ópera do Malandro                 | Max Overseas                  |                    |
| 1986 | Sexo Frágil                       | Luiz/ Leila                   |                    |
| 1987 | Brasa Adormecida                  | Ticão                         |                    |
| 1991 | A Revolta dos Carnudos            | Doutor                        | Curta-metragem     |
| 1997 | For All - O Trampolim da Vitória  | Agente nazista                |                    |
| 2006 | Diário de Um Novo Mundo           | Gaspar de Fróes               |                    |
| 2018 | Teu Mundo não cabe nos Meus Olhos | Vitório                       | também produtor    |
| 2018 | Contra a Parede                   | João Guilherme                |                    |
| 2018 | Cinzas                            | —                             | Direção e produção |
| 2023 | Meu Cunhado É um Vampiro          | Conde Ula Drax                |                    |
| 2024 | Nosso Lar 2: Os Mensageiros       | Anicleto                      |                    |

## Teatro
| Ano     | Título                                | Papel         |
| ------- | ------------------------------------- | ------------- |
| 1977    | Errare Humanum Est                    |               |
| 1977    | Beethoven Proprietário de Um Cérebro  |               |
| 1978    | Os Penitentes do Santo Cabrito        |               |
| 1978    | O Despertar da Primavera              |               |
| 1982    | Quero                                 |               |
| 1984    | Hamlet                                | Laertes       |
| 1986    | Fedra                                 | Hipólito      |
| 1988    | Louco de Amor                         |               |
| 1990    | Ela Odeia Mel                         |               |
| 1991    | O Cid                                 |               |
| 1991–93 | Calígula                              | Calígula      |
| 1994    | Capital Estrangeiro                   |               |
| 1997    | Don Juan                              | Don Juan      |
| 2001    | Fim do Jogo                           | Clóvis / Ham  |
| 2007    | Dom Quixote de Lugar Nenhum           | Dom Quixote   |
| 2009–10 | Hairspray                             | Edna Turnblad |
| 2011–12 | Nem Um Dia Se Passa Sem Noticias Suas | Joaquim       |

## Prêmios e indicações
| Ano  | Premiação                                    | Categoria                            | Trabalho                         | Resultado |
| ---- | -------------------------------------------- | ------------------------------------ | -------------------------------- | --------- |
| 1981 | Festival de Brasília                         | Melhor Ator                          | Asa Branca - Um Sonho Brasileiro | Venceu    |
| 1995 | Prêmio Melhores da Revista da TV - O Globo   | Melhor Ator                          | Decadência                       | Venceu    |
| 1995 | Troféu APCA                                  | Melhor Ator                          | Decadência                       | Venceu    |
| 2003 | Prêmio Contigo! de TV                        | Melhor Ator                          | Sabor da Paixão                  | Indicado  |
| 2007 | Prêmio Qualidade Brasil                      | Melhor Ator Teatral Drama            | Dom Quixote de Lugar Nenhum      | Indicado  |
| 2008 | Prêmio Quem de Teatro                        | Melhor Ator de Teatro                | Dom Quixote de Lugar Nenhum      | Venceu    |
| 2008 | Prêmio Contigo! de Teatro                    | Melhor Ator de Teatro                | Dom Quixote de Lugar Nenhum      | Indicado  |
| 2008 | Prêmio Extra de Televisão                    | Melhor Ator                          | Beleza Pura                      | Indicado  |
| 2009 | Prêmio Qualidade Brasil                      | Melhor Ator Teatral Musical          | Hairspray                        | Venceu    |
| 2018 | Festival de Cinema de Gramado                | Troféu Oscarito                      | Homenagem                        | Venceu    |
| 2018 | Prêmio APCA de Televisão                     | Melhor Ator                          | O Tempo Não Para                 | Indicado  |
| 2018 | Prêmio F5 da Folha de S.Paulo                | Melhor Ator de Novela                | O Tempo Não Para                 | Indicado  |
| 2018 | Prêmio Área VIP                              | Melhor Ator de Novela                | O Tempo Não Para                 | Indicado  |
| 2018 | Prêmio Extra de Televisão                    | Melhor Ator                          | O Tempo Não Para                 | Indicado  |
| 2018 | Troféu UOL TV e Famosos                      | Melhor Ator                          | O Tempo Não Para                 | Indicado  |
| 2018 | Prêmio The Brazilian Critic                  | Melhor Ator em Telenovela            | O Tempo Não Para                 | Venceu    |
| 2018 | Melhores do Ano NaTelinha                    | Melhor Ator                          | O Tempo Não Para                 | Venceu    |
| 2018 | Melhores do Ano Minha Novela                 | Melhor Ator                          | O Tempo Não Para                 | Venceu    |
| 2018 | Troféu Internet                              | Melhor Ator                          | O Tempo Não Para                 | Indicado  |
| 2018 | Los Angeles Brazilian Film Festival          | Melhor Curta-metragem Internacional  | Cinzas                           | Indicado  |
| 2019 | CityBlue Films Awards                        | Melhor Direção                       | Cinzas                           | Venceu    |
| 2019 | Festival de Cine de Alicante                 | Melhor Curta de Ficção Internacional | Cinzas                           | Indicado  |
| 2019 | Festival de Avanca                           | Melhor Curta-metragem Internacional  | Cinzas                           | Indicado  |
| 2019 | Dada Saheb Phalke Film Festival              | Melhor Roteiro                       | Cinzas                           | Venceu    |
| 2019 | Festival de Cortometrajes Cine de la Culata  | Melhor Curta-metragem de Ficção      | Cinzas                           | Venceu    |
| 2019 | Sinevizyon International Short Film Festival | Melhor Curta-metragem                | Cinzas                           | Indicado  |
| 2021 | Festival de Cine de Huánuco FENACI           | Melhor Curta de Ficção Internacional | Europa                           | Venceu    |